# Seis días de Toronto
Los Seis días de Toronto era una carrera de ciclismo en pista, de la modalidad de seis días, que se disputaba en Toronto (Canadá). Su primera edición data de 1912 y se disputó hasta el 1965 con grandes paréntesis entre algunas ediciones.

## Palmarés
| Año        | Ganadores                                       | Segundos                                             | Terceros                                     |
| ---------- | ----------------------------------------------- | ---------------------------------------------------- | -------------------------------------------- |
| 1912       | Paddy Hehir Eddy Root                           | Jim Moran André Perchicot                            | Worth Mitten Fred Wells                      |
| 1913       | Alfred Grenda Ernie Pye                         |                                                      |                                              |
| 1914-1931  | ediciones no realizadas                         |                                                      |                                              |
| 1932 (may) | Reginald Fielding William "Torchy" Peden        | Henri Lepage Alfred Letourneur                       | Jules Audy Harry Horan                       |
| 1932 (oct) | Albert Crossley Reginald McNamara               | Henri Lepage Bernhardt Stübecke                      | Anthony Beckman Laurent Gadou                |
| 1933 (may) | Gérard Debaets Alfred Letourneur                | Jules Audy William "Torchy" Peden                    | Reginald Fielding Harry Horan                |
| 1933 (oct) | Henri Lepage Alfred Letourneur                  | Jules Audy Piet van Kempen                           | William "Torchy" Peden Ewald Wissel          |
| 1934 (may) | Jules Audy William "Torchy" Peden               | Frank Bartell Charly Winter                          | Reginald Fielding Laurent Gadou              |
| 1934 (nov) | Reginald Fielding Fred Ottevaire Jimmy Walthour | Sydney Cozens Godfrey Parrott William "Torchy" Peden | Joseph Clignet Ernest Muller Piet van Kempen |
| 1935 (may) | Albert Crossley William "Torchy" Peden          | Gustav Kilian Heinz Vöpel                            | Reginald Fielding Fred Ottevaire             |
| 1935 (sep) | Albert Crossley Jimmy Walthour                  | Fred Spencer Heinz Vöpel                             | Frank Bartell Fred Ottevaire                 |
| 1936       | Jimmy Walthour Charly Winter                    | Jules Audy William "Torchy" Peden                    | Fred Spencer Freddy Zach                     |
| 1937       | Doug Peden William "Torchy" Peden               | Laurent Gadou Jimmy Walthour                         | Albert Crossley Reginald Fielding            |
| 1938-1964  | ediciones no realizadas                         |                                                      |                                              |
| 1965       | Emile Severeyns Rik Van Steenbergen             | Leandro Faggin Mino De Rossi                         | Lucien Gillen Robert Lelangue                |